# 2022년 4월 죽음
다음은 2022년 4월에 사망한 저명한 인물 목록이다.
- 4월 1일 - 대한민국의 기업인 송삼석
- 4월 2일
  - 대한민국의 배우 임정하
  - 대한민국의 정치인 김규원
  - 미국의 영화배우 에스텔 해리스
  - 이탈리아의 축구선수 실비오 론고부코
  - 칠레의 축구선수 레오넬 산체스
- 4월 3일
  - 브라질의 작가 리지아 파군지스 텔리스
  - 미국의 야구선수 토미 데이비스
- 4월 5일
  - 미국의 가수 보비 라이델
  - 미국의 영화배우 네헤미아 퍼소프
  - 미국의 분자생물학자 시드니 올트먼
  - 체코슬로바키아의 사격선수 요세프 파나체크
- 4월 6일
  - 러시아의 정치인 블라디미르 지리놉스키
  - 체코슬로바키아의 피겨스케이팅선수 카롤 디빈
- 4월 7일 - 일본의 만화가 후지코 후지오 A
- 4월 8일
  - 미국의 언어학자 알렉산더 보빈
  - 일본의 성우 마츠시마 미노리
- 4월 9일
  - 독일의 영화배우 우베 봄
  - 영국의 소설가 잭 히긴스
- 4월 10일 - 캐나다의 육상선수 디자이 윌리엄스
- 4월 11일 - 대한민국의 의사 장윤석
- 4월 12일
  - 대한민국의 정치인 김식
  - 미국의 영화배우 길버트 갓프리드
- 4월 13일 - 프랑스의 영화배우 미셀 부케
- 4월 15일
  - 대한민국의 정치인 임방현
  - 미국의 영화배우 리즈 셰리던
- 4월 16일 - 독일의 축구선수 요아힘 슈트라이히
- 4월 17일
  - 프랑스의 가수 캐서린 스파크
  - 루마니아의 피아니스트 라두 루푸
- 4월 19일
  - 일본의 슈퍼센테네리언 다나카 가네
  - 대한민국의 의사 안영모
- 4월 20일
  - 대한민국의 법조인 한승헌
  - 미국의 연극배우 로버트 모스
- 4월 21일
  - 케냐의 제3대 대통령 음와이 키바키
  - 프랑스의 영화배우 자크 페랭
- 4월 23일
  - 대한민국의 군인 황영시
  - 미국의 정치인 오린 해치
- 4월 25일
  - 대한민국의 작가 이외수
  - 대한민국의 정치인 나웅배
  - 캐나다의 가수 수전 잭스
- 4월 26일 - 독일의 작곡가 클라우스 슐체
- 4월 27일
  - 대한민국의 방송연출가 유길촌
  - 홍콩의 영화배우 쩡장
- 4월 28일
  - 미국의 만화가 닐 애덤스
  - 스페인의 영화배우 후안 디에고
- 4월 29일
  - 대한민국의 군인 서동렬
  - 미국의 영화배우 마이크 하제티
- 4월 30일 - 미국의 영화배우 나오미 저드